# Deltocyathoides orientalis
Deltocyathoides orientalis är en korallart som först beskrevs av Duncan 1876.  Deltocyathoides orientalis ingår i släktet Deltocyathoides och familjen Turbinoliidae. Inga underarter finns listade i Catalogue of Life.